# Mary Christy
Marie Ruggeri, beter bekend als Mary Christy (Differdange, 21 juli 1952), is een Luxemburgse zangeres en theaterspeelster.

## Biografie
Ruggeri werd in 1952 geboren uit Italiaanse ouders in het Luxemburgse Differdange. Reeds op achtjarige leeftijd begon ze te zingen. Ze wordt een kindsterretje in Luxemburg en West-Duitsland. Begin jaren zeventig vestigt ze zich definitief in Frankrijk. Ze vertegenwoordigt Monaco op het Eurovisiesongfestival 1976. Met het nummer Toi, la musique et moi eindigt ze op de derde plek. Naast haar solocarrière werkt ze ook samen met gerenommeerde artiesten als Claude François, Alain Souchon en Alain Barrière.
Vanaf de jaren tachtig begint ze zich meer en meer toe te leggen op haar theatercarrière. In 2004 richt ze haar eigen theatergezelschap op.
1959: Jacques Pills · 
1960: François Deguelt · 
1961: Colette Deréal · 
1962: François Deguelt · 
1963: Françoise Hardy · 
1964: Romuald · 
1965: Marjorie Noël · 
1966: Tereza · 
1967: Minouche Barelli · 
1968: Line & Willy · 
1969: Jean-Jacques · 
1970: Dominique Dussault · 
1971: Séverine · 
1972: Anne-Marie Godart & Peter McLane · 
1973: Marie · 
1974: Romuald · 
1975: Sophie · 
1976: Mary Christy · 
1977: Michèle Torr · 
1978: Caline & Olivier Toussaint · 
1979: Laurent Vaguener · 
2004: Märyon · 
2005: Lise Darly · 
2006: Séverine Ferrer